# Karlovice (Tísek)
Karlovice (německy Karlowitz) jsou vesnice, která tvoří severozápadní část zástavby obce Tísek v okrese Nový Jičín. Východní hranici Karlovic tvoří domy čp. 65 a 172. V prosinci 2017 se zde nacházelo 27 adres. Žije zde 93 obyvatel.
Karlovice leží v katastrálním území Tísek.

## Historický přehled
Karlovice (načas spojeny s Novým Světem v osadu Karlovice-Nový Svět) vznikly kolem roku 1714 a až do 60. let 20. století náležely k obci Slatině a tvořily s ní jednu z moravských enkláv ve Slezsku. Katastrální hranici Slatiny e tvořila silnice II/464. Od roku 1961 náležejí k Tísku, původně jako evidenční část obce. O tento status přišly s účinností k 4. červenci 2012, takže od té doby tvoří jednu ze dvou základních sídelních jednotek obce.